# Paradoxopsyllus acanthus
Paradoxopsyllus acanthus är en loppart som beskrevs av Lewis 1974. Paradoxopsyllus acanthus ingår i släktet Paradoxopsyllus och familjen smågnagarloppor. Inga underarter finns listade i Catalogue of Life.